# Haraldsted Sø
Haraldsted Sø (tidligere Haraldsted Langesø, der er på ca. 250 hektar stor sø, omkring seks km lang og op til 600 bred sø, beliggende ca. 4 kilometer nord for Ringsted på Midtsjælland. Søen, der er en del af tunneldalen mellem Åmosen og Køgeådal, har tilløb fra Vigersdal Å i øst, og afvandes i vestenden til Ringsted Å der er en del af Susåsystemet. Søens gennemsnitdybde er ca. 5 meter. Den største dybde er ca. 11 meter.
På nordsiden ligger Vrangeskov og Haraldsted Skov, den sidste kendt som lokaliteten for mordet på Knud Lavard i 1131. Ved nordbredden, i den østlige ende af søen, ligger to voldsteder Valsømagle og Nygård (eller Ridebanen - Valsøgård)
Ringsted Kommune købte i 2014 søen, sammen med den mod øst liggende Gyrstinge Sø, af Hovedstadsområdets Forsyningsselskab (HOFOR) der havde brugt den til vandindvinding. Købet var for at skabe rekreative naturområder, og måske i sidste ende en regional naturpark omkring Haraldsted Sø og Gyrstinge Sø.”

## Fugleliv
Det er et fuglerigt område, og søerne, eng og mosearealerne omkring søerne et et vigtigt rasteområde for ande- og
vadefugle. Havørnen yngler i området og benytter dagligt søerne
som fourageringsområde. I 2014 blev der registreret 117 fuglearter ved Haraldsted Sø.

## Søbad
I vestenden er en del afskåret fra hovedsøen (Langesø) med en dæmning, og her ligger Lillesø, som er den vestlige del af Haraldsted Sø. Her ligger Haraldsted Søbad med en omkring 30 meter sandstrand i ca 5 meters bredde samt en stor græsplæne med en lille legeplads på. Stranden har Blåt Flag.